# Heiko Scholz
Pour les articles homonymes, voir Heiko et Scholz.
Heiko Scholz est un footballeur allemand né le 7 janvier 1966 à Görlitz reconverti entraineur.

## Carrière entraineur
- jan. 2010-2011 : TSV Germania Windeck  Allemagne
- 2011-nov. 2012 : Viktoria Cologne  Allemagne[1]
- 2012-2018 : 1. FC Lokomotive Leipzig  Allemagne
- 2018- 2019 : FSV Wacker 90 Nordhausen  Allemagne
- avr. 2024-juin 2024 : Dynamo Dresde  Allemagne